# Walter Remmers

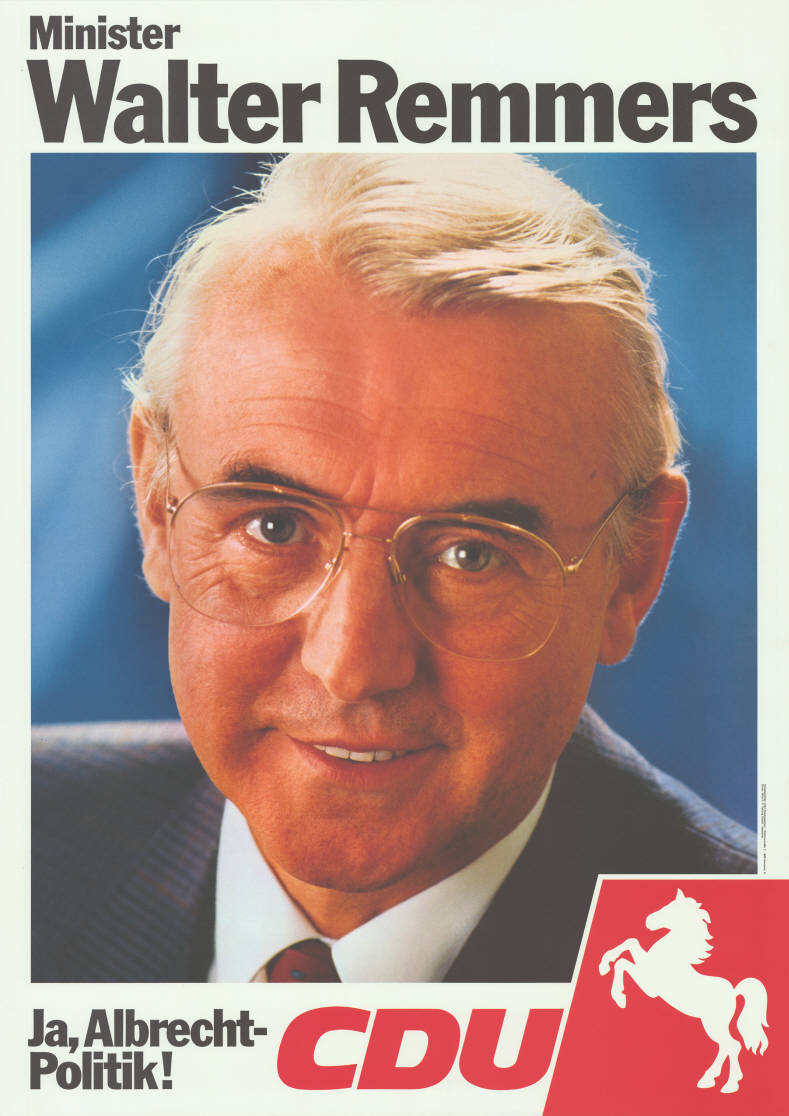
Walter Remmers auf einem Plakat zur Landtagswahl in Niedersachsen 1986

Walter Remmers (* 17. Oktober 1933 in Papenburg; † 14. September 2018 in Oldenburg) war ein deutscher Politiker der CDU. Er war Minister in Niedersachsen und Sachsen-Anhalt.

## Leben
Walter Remmers kam 1933 als Sohn eines Malermeisters und jüngerer Bruder von Werner Remmers zur Welt. Er war verheiratet und hatte vier Kinder.
Nach dem Abitur im Jahre 1954 studierte Remmers an der Westfälischen Wilhelms-Universität und der Freien Universität Berlin Rechtswissenschaft. Das Erste Staatsexamen absolvierte er 1959. Nach der Referendarausbildung in Niedersachsen erfolgte das Zweite Staatsexamen in Hannover im Jahr 1963. Nachdem er bei der Staatsanwaltschaft Hannover und bis 1970 beim Landgericht Aurich tätig gewesen war, kam er als Amtsgerichtsrat nach Papenburg.
Remmers war Mitglied des externen Sachverständigenrates der Georg-August-Universität Göttingen. Er war seit 1984 Mitglied des Malteserordens; seit 1970 war er Mitglied und bis 1982 Diözesanleiter des Malteser Hilfsdienstes in der Diözese Osnabrück. Von 2004 bis 2011 war er Landesbeauftragter für Niedersachsen und von 2005 bis 2007 Vizepräsident des Malteser Hilfsdienstes.

## Politik

### Niedersachsen
Remmers war von der 7. bis 12. Wahlperiode (ab 1970) für den Wahlkreis Papenburg Mitglied des Niedersächsischen Landtages, nachdem er vorher auf kommunalpolitischer Ebene im Kreistag aktiv war. In der 8. Wahlperiode war er Vorsitzender des Ausschusses für Umweltfragen und in der 9. Wahlperiode Vorsitzender des Ausschusses für innere Verwaltung.
Vom 22. Juni 1982 bis zum 21. Juni 1990 war er Niedersächsischer Minister der Justiz. Nach dem Rücktritt von Wilfried Hasselmann war er vom 31. Oktober 1988 bis 8. November 1988 mit der Wahrnehmung der Geschäfte des Innenministers beauftragt.
Nach seinem Ausscheiden aus der Regierung 1990 war Walter Remmers Vizepräsident des Niedersächsischen Landtages. Am 11. Dezember 1990 legte er wegen der Berufung in die sachsen-anhaltische Landesregierung sein Abgeordnetenmandat nieder.

### Sachsen-Anhalt

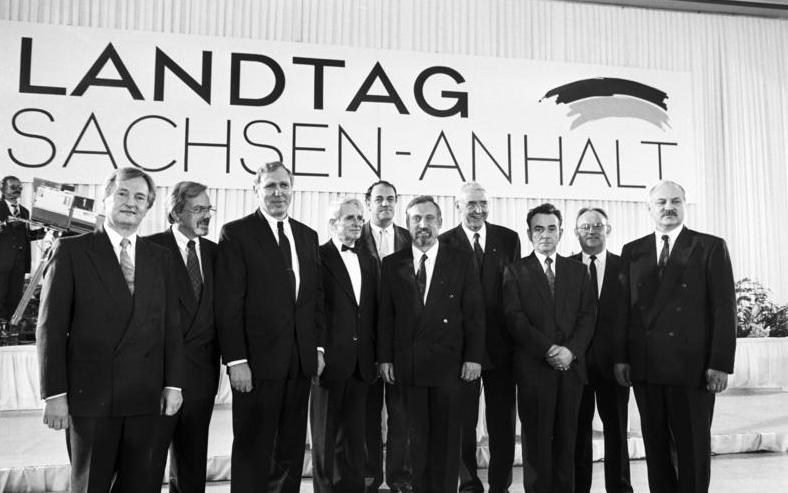
Walter Remmers (4. von rechts, 1990)

Vom 2. November 1990 bis zum 21. Juli 1994 war er Justizminister, vom 15. Dezember 1993 bis zum 21. Juli 1994 auch Innenminister des Landes Sachsen-Anhalt.
Am 13. September 2001 wurde Remmers zum Vizepräsidenten des Landtags von Sachsen-Anhalt, dem er seit 1994 angehörte, gewählt. Seit 2002 gehörte er dem Landtag nicht mehr an.

## Ehrungen
- Großes Bundesverdienstkreuz (13. Juli 1987, mit Johann Hellwege)[4]
- 1995 Veröffentlichung der Festschrift Vertrauen in den Rechtsstaat : Beiträge zur deutschen Einheit im Recht ; Festschrift für Walter Remmers im Verlag Heymann (Köln) durch die Juristische Fakultät der Martin-Luther-Universität Halle-Wittenberg, herausgegeben von Jürgen Goydke
- Ehrendoktor der Martin-Luther-Universität Halle-Wittenberg
- Verdienstorden des Landes Sachsen-Anhalt (14. Januar 2008)